# ماريا نوموفا
ماريا نوموفا (ولدت في 23 يونيو 1973 في لاتفيا) مغنية لاتفية عرفت فنياَ باسم ماري ان ، تغني مجموعة واسعة من الأنواع الموسيقية وسجلت عدة ألبومات مع أغاني بلغات عدة منها اللاتفية والفرنسية والإنجليزية والروسية والبرتغالية. في عام 2002، فازت مسابقة الأغنية الأوروبية 2002 بأغنية «أنا أريد».

## روابط خارجية
- ماريا نوموفا على موقع IMDb (الإنجليزية)
- ماريا نوموفا على موقع ميوزك برينز (الإنجليزية)
- ماريا نوموفا على موقع ديسكوغز (الإنجليزية)

- الموقع الرسمي نسخة محفوظة 14 يناير 2012 على موقع واي باك مشين.